# Денмарк (Висконсин)
Денмарк (енгл. Denmark) град је у америчкој савезној држави Висконсин.

## Демографија
По попису из 2010. године број становника је 2.123, што је 165 (8,4%) становника више него 2000. године.
| Група             | 2000.         | 2010.         |
| Белци             | 1.911 (97,6%) | 2.011 (94,7%) |
| Афроамериканци    | 9 (0,5%)      | 8 (0,4%)      |
| Азијати           | 1 (0,1%)      | 15 (0,7%)     |
| Хиспаноамериканци | 6 (0,3%)      | 52 (2,4%)     |
| Укупно            | 1.958         | 2.123         |